# Тормозной башмак

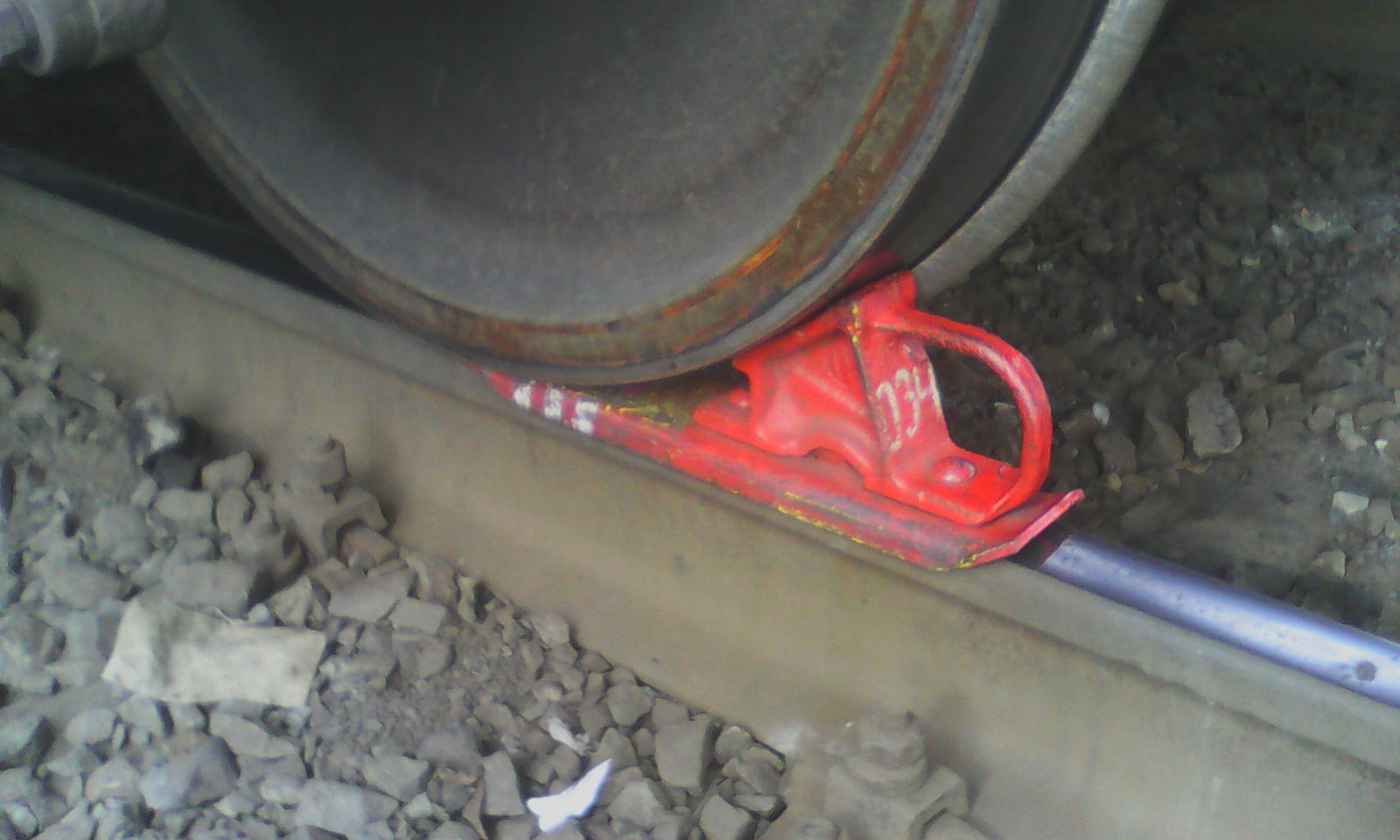
Тормозной башмак, установленный на рельс под колесо вагона с накатом (Россия)

Тормозной башмак — приспособление для уменьшения скорости или остановки движущихся групп вагонов (отцепов) и других видов подвижного состава, а также закрепления стоящего подвижного состава от самопроизвольного и несанкционированного движения (ухода). Башмаки являются инвентарём строгого учёта, имеют номера и хранятся в местах, определённых ТРА станции.

## Тормозной башмак

### Применение
Тормозной башмак используется в качестве тормозного средства на сортировочных (горочных) путях сортировочных станций (парков) и для закрепления вагонов на станционных и подъездных путях. При торможении отцепов при сортировке вагонов для укладки тормозных башмаков используется специальная вилка, с помощью которой обеспечивается безопасность и удобство работы при затормаживании любой тележки отцепа. Выведение тормозного башмака из-под колёс осуществляется башмакосбрасывателем, состоящим из контррельса, рельса-усовика и прикреплённого к нему рельса-остряка. Тормозные башмаки укладывают на ручных тормозных позициях: в начале горочных путей (для регулирования скорости), перед стрелочными переводами разветвления горочных путей на пути сортировочного парка (для регулирования скорости) и на путях сортировочного парка (для полной остановки при формировании составов). При механизации горок тормозные башмаки на  тормозных позициях заменяют вагонными замедлителями либо башмаконакладывателями, которые управляются оператором сортировочной горки или дежурным по сортировочной горке.
При закреплении подвижного состава башмаки укладывают под его колёса и продвигают подвижной состав для накатывания его колёс на плоскую часть (полоз) башмака (иначе башмаки могут быть случайно изъяты или украдены). В случае невозможности укладывания башмаков с накатом укладывают башмак с устройством закрепления его на рельсе (скобу), который не позволяет убрать башмак без специального (торцевого) ключа.

### Принцип работы
Тормозной эффект основан на замене трения качения вагона трением скольжения тормозного башмака по рельсу и второго колеса заторможенной колёсной пары по другому рельсу. Скольжение вагона на тормозном башмаке называют юзом. Длина юза зависит от:
- состояния поверхностей трения пар «башмак — рельс» и «рельс — колесо вагона»
- массы вагона
- осевой нагрузки вагона
- скорости входа вагонов на башмак
- погодных условий.

### Виды тормозных башмаков
У тормозного башмака различают следующие основные части: полоз, накладка, борт, ручка.
Различают двубортные и однобортные тормозные башмаки. Двубортные тормозные башмаки более устойчивы и могут применяться на станциях для торможения на любой по ходу движения отцепов рельсовой нити.
Также могут быть тормозные башмаки с фиксаторами на рельсы (скобами), двухсторонние тормозные башмаки.

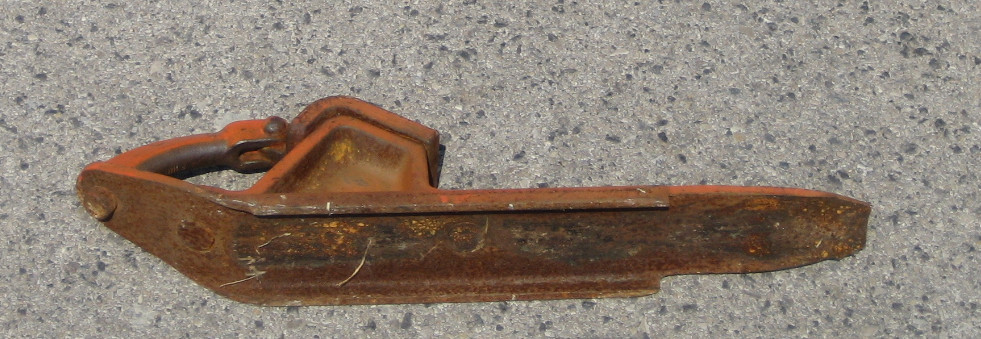
Двубортный тормозной башмак, вид снизу
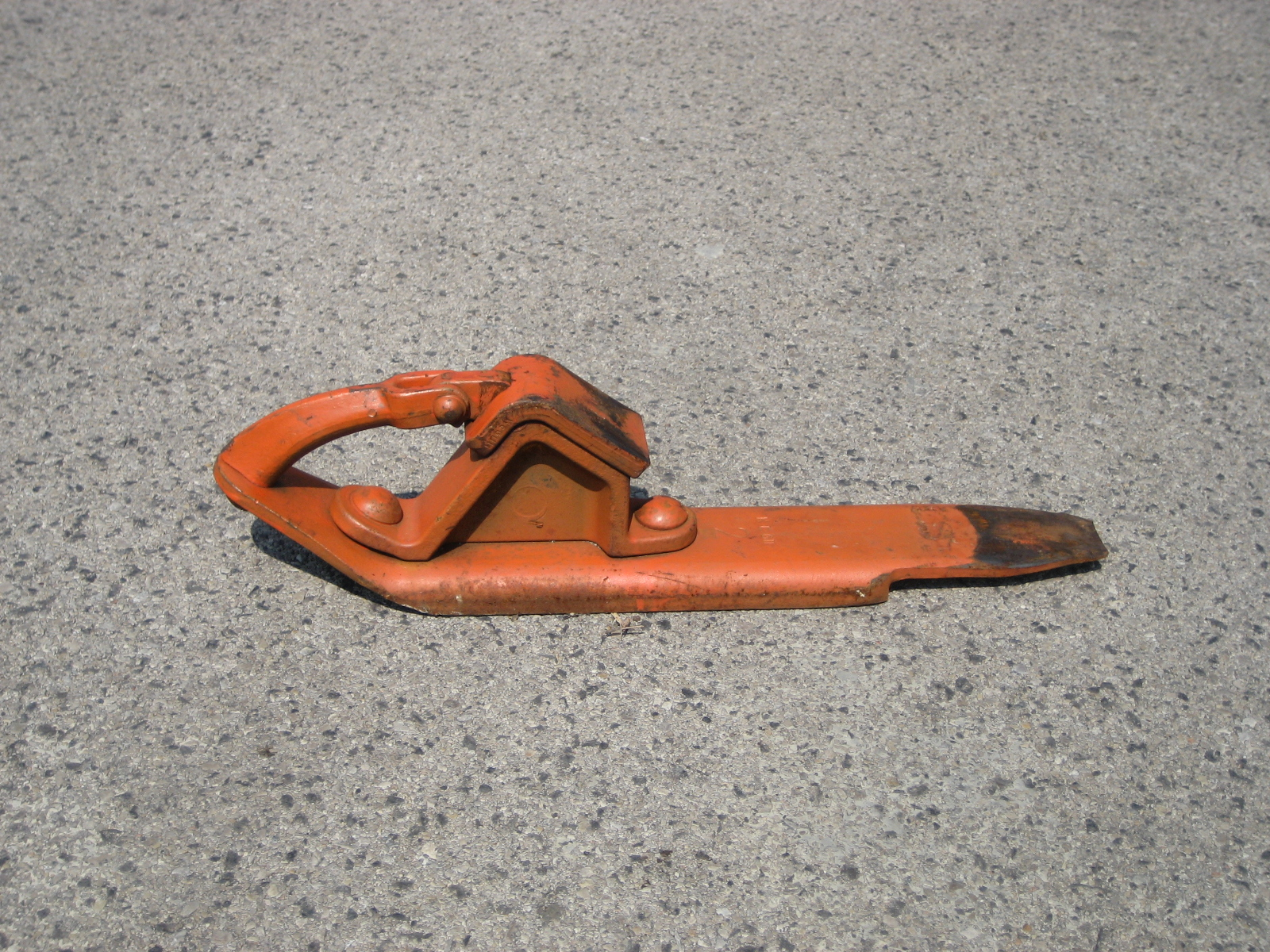
Двубортный тормозной башмак, вид сбоку сверху (Германия)
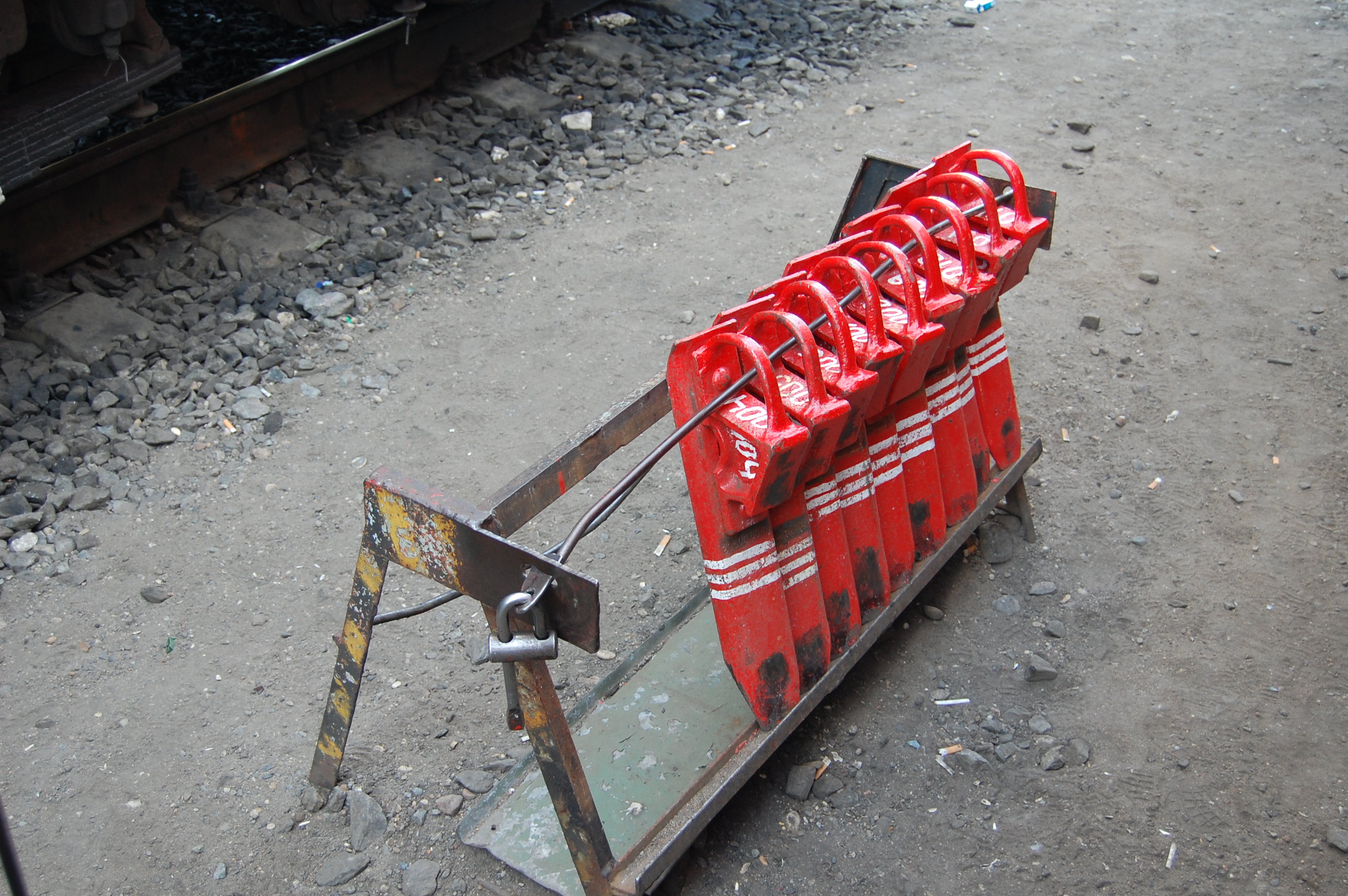
Стойка с тормозными башмаками, закрытая на замок
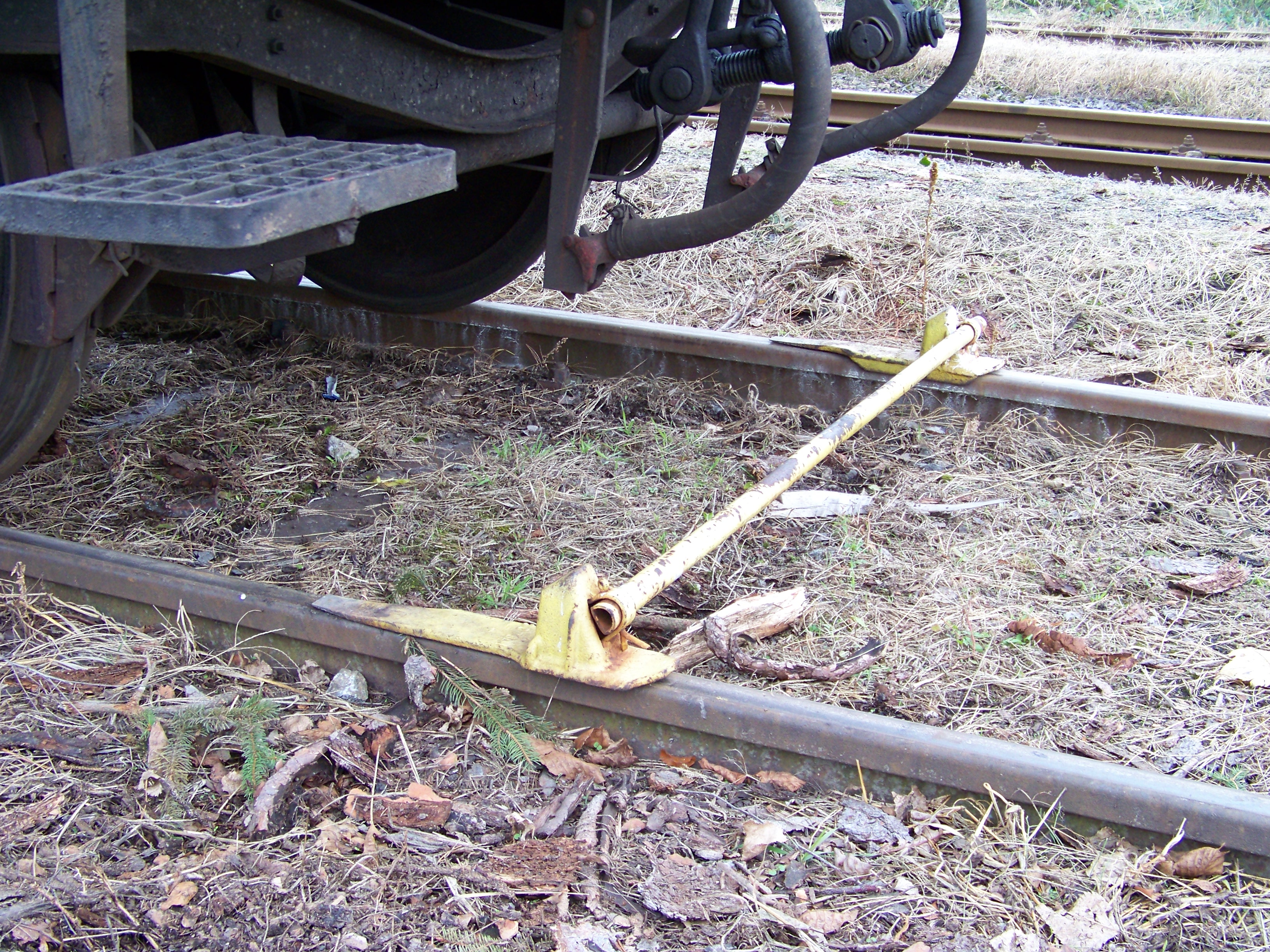
Спаренные однобортные тормозные башмаки  (Чехия)
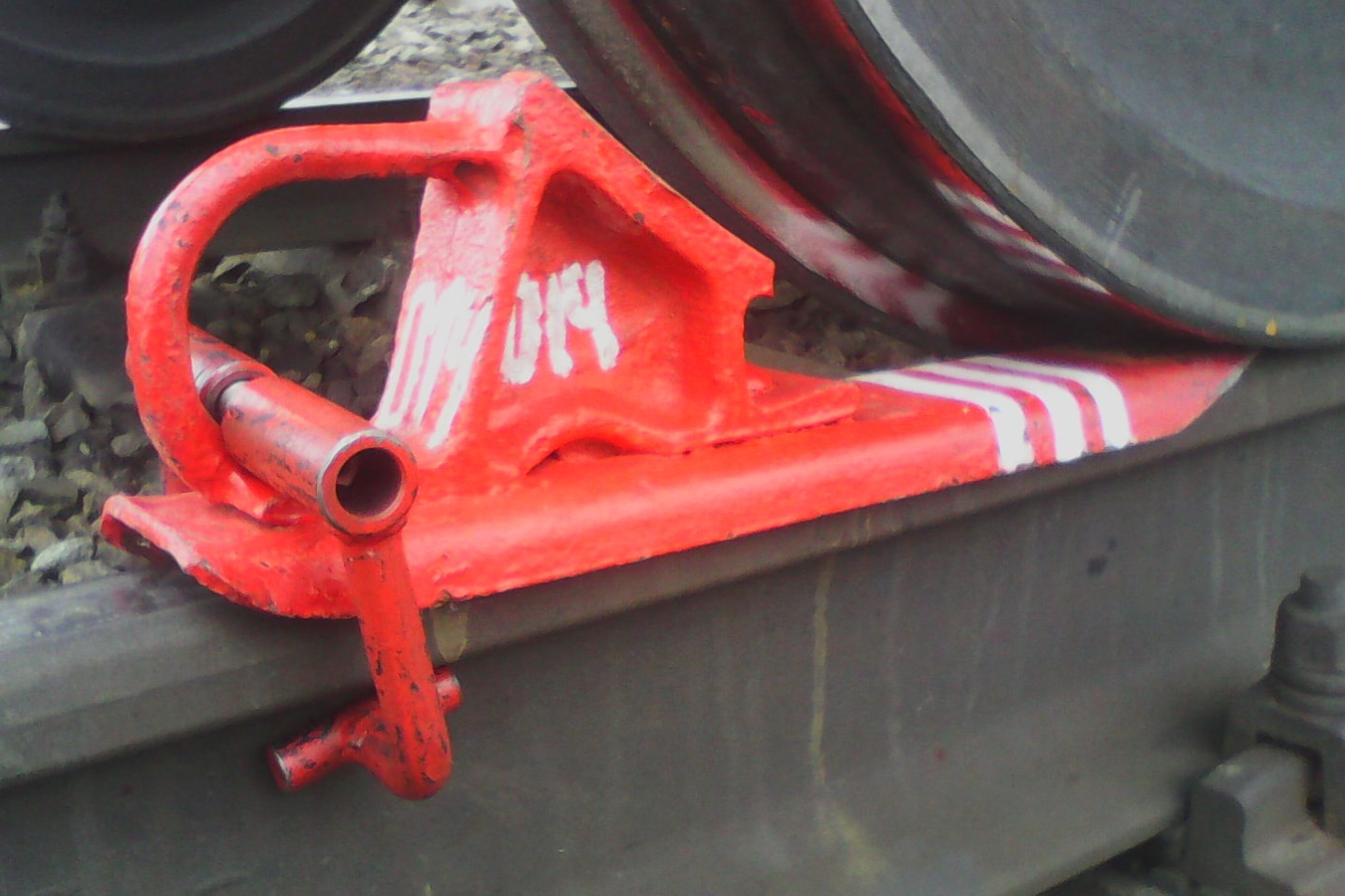
Тормозной башмак, установленный со скобой без наката (Россия)
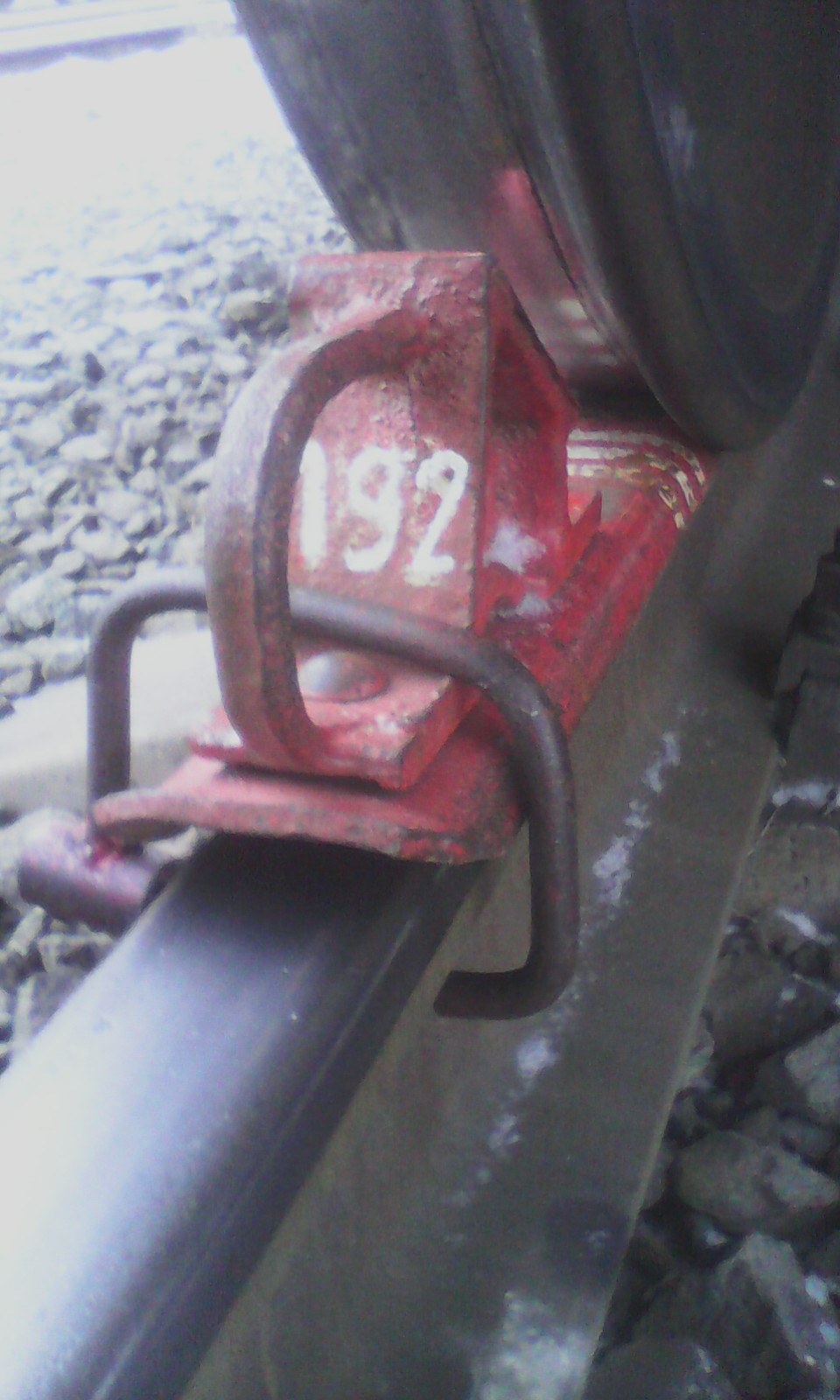
Скоба для закрепления тормозного башмака, для установки и снятия необходим ключ
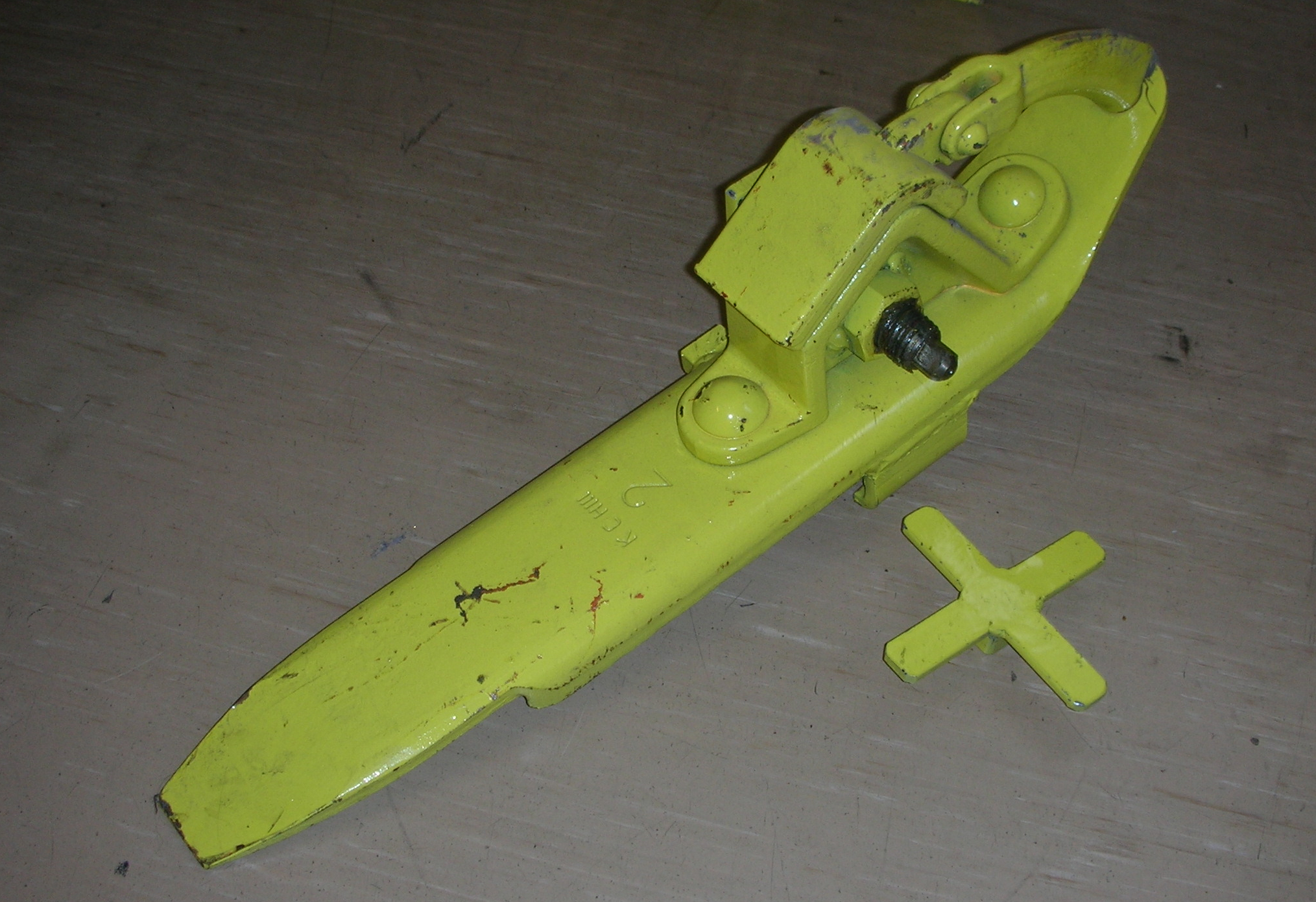
Тормозной башмак со встроенным механизмом закрепления на рельсе и ключ от него (Германия)
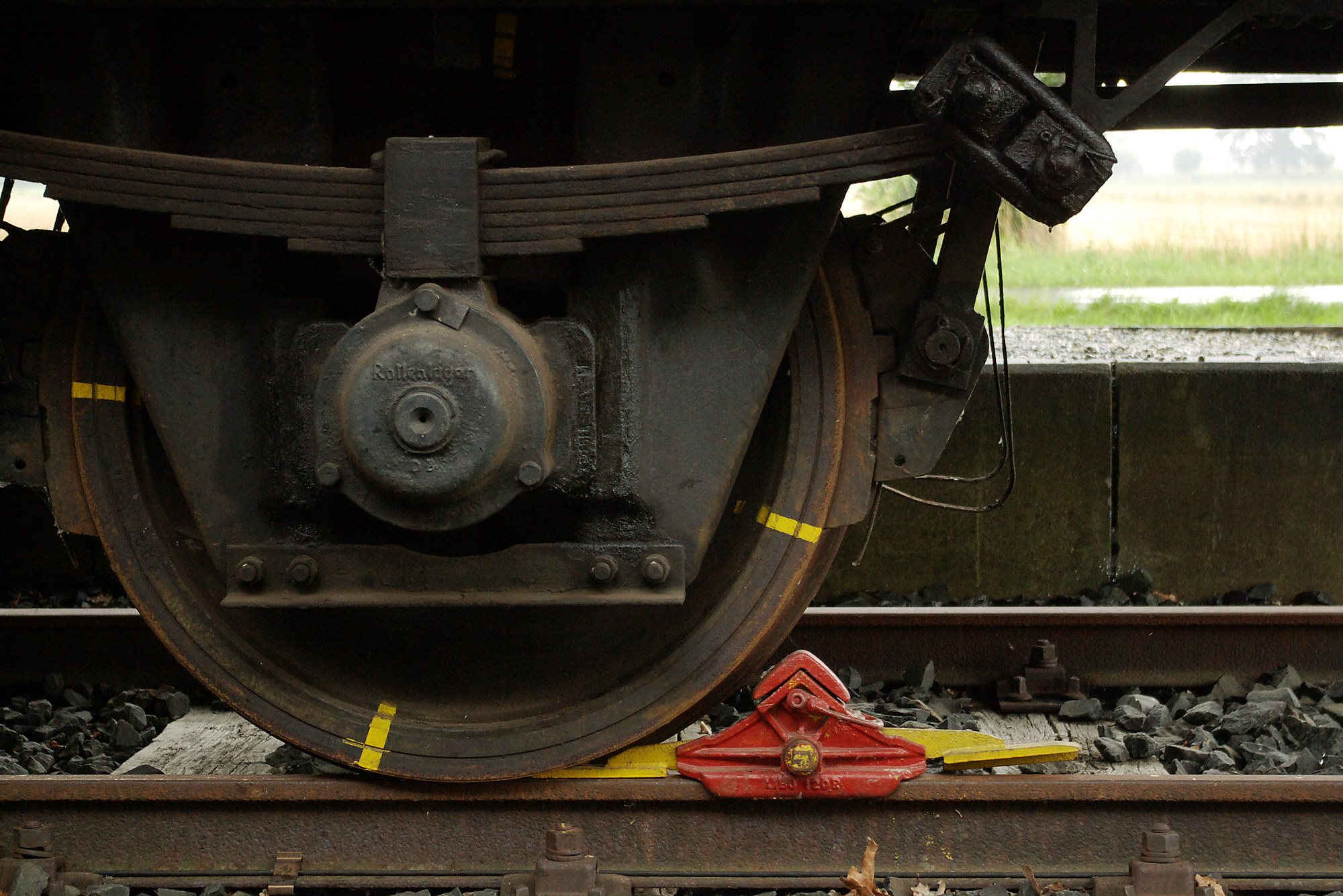
Двухсторонний тормозной башмак под колесом вагона (Германия)
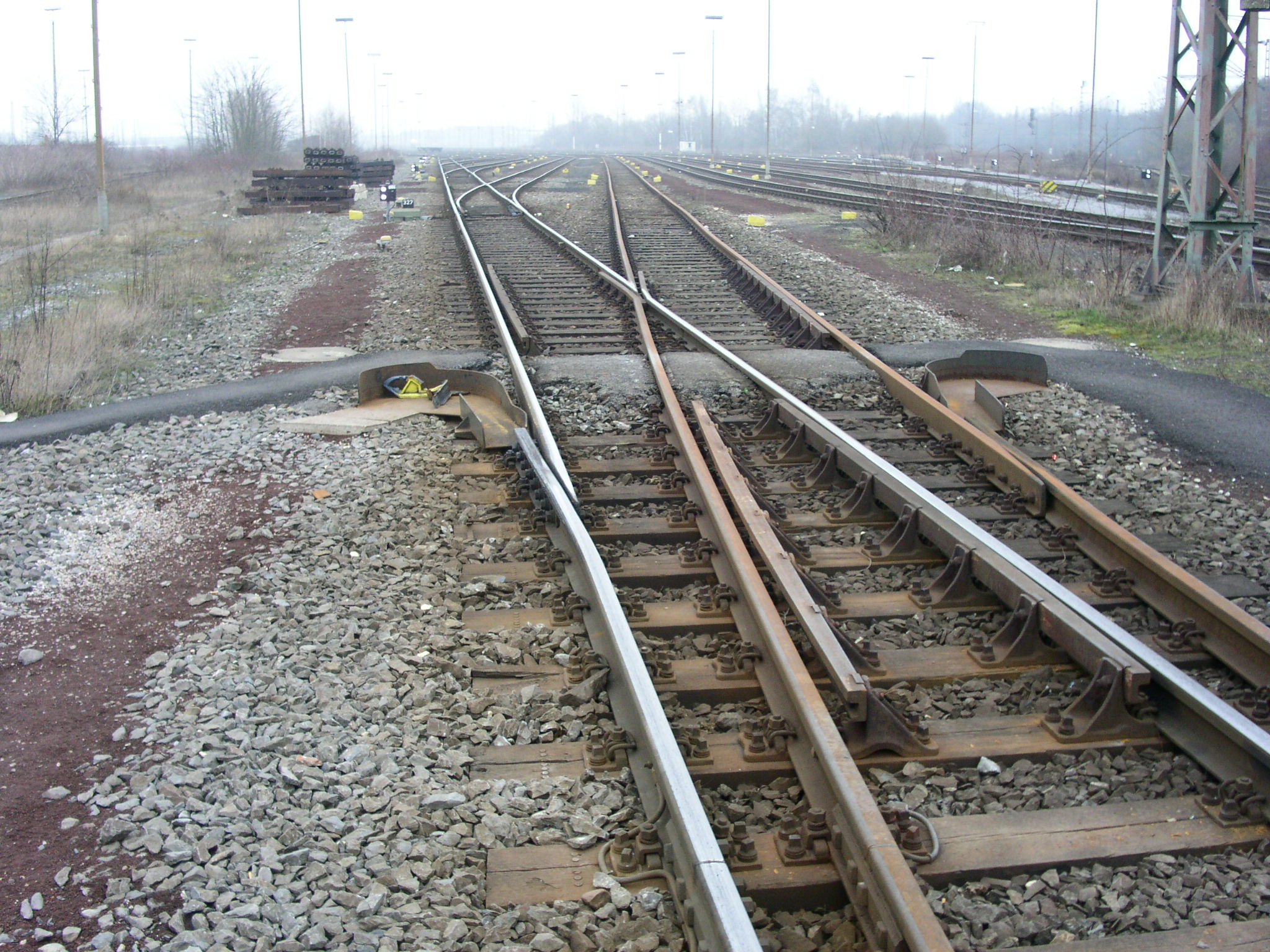
Башмакосбрасыватели
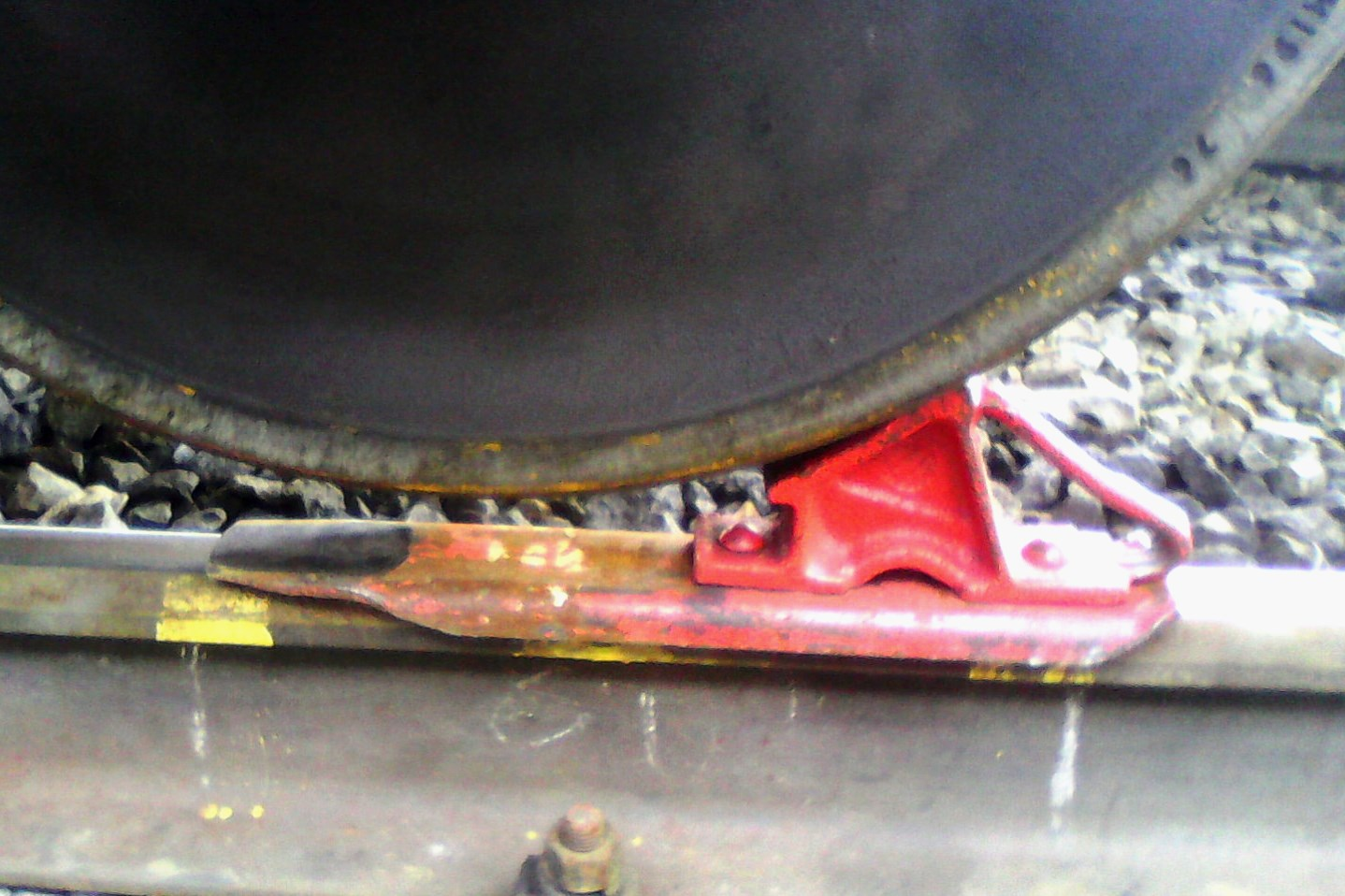
Перекатывание колеса через тормозной башмак

## Упор тормозной стационарный
Механизм, применяемый взамен тормозных башмаков в местах постоянного закрепления подвижного состава, обычно в парках отправления. Управление упором происходит дистанционно с помощью привода, похожего на стрелочный. Имеет условное обозначение УТС-380.

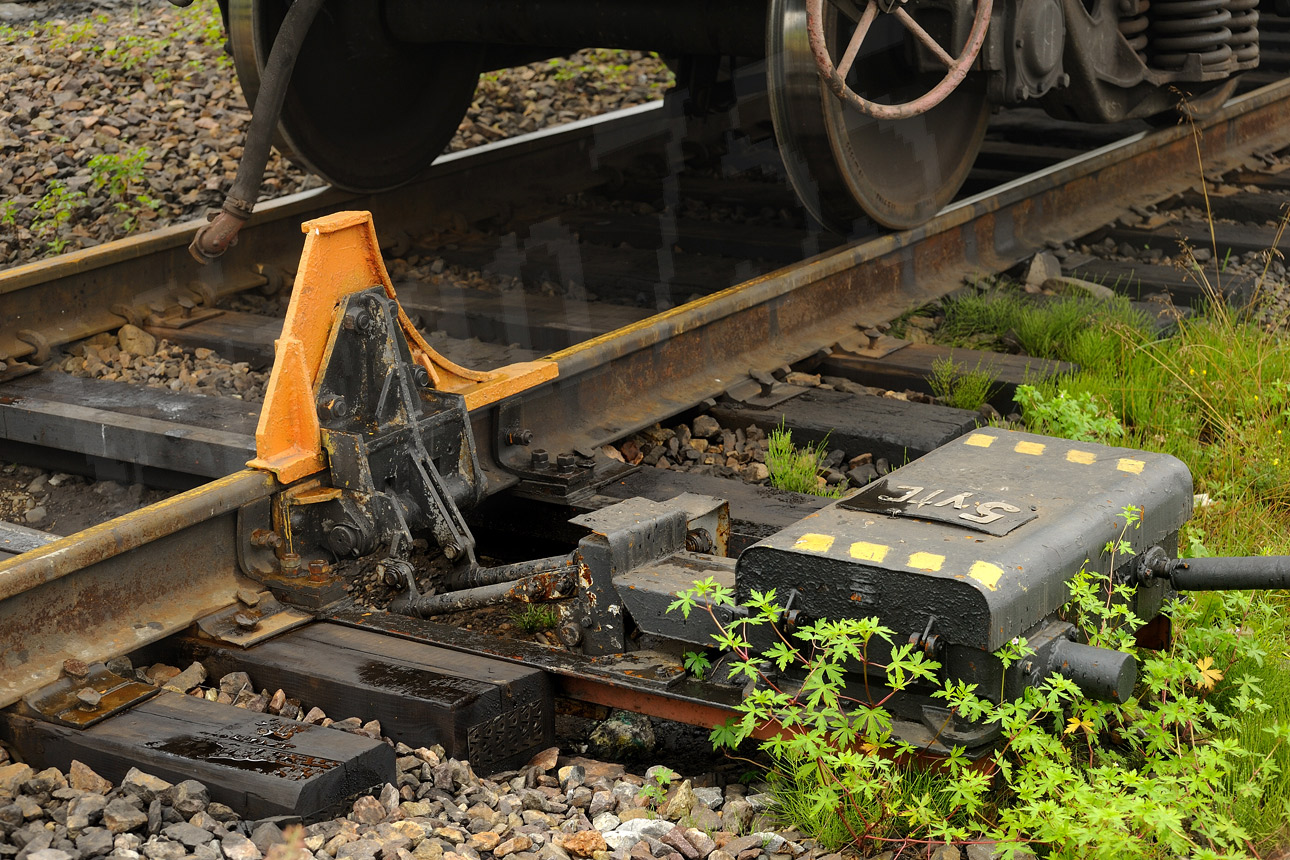
Упор тормозной стационарный УТС-380
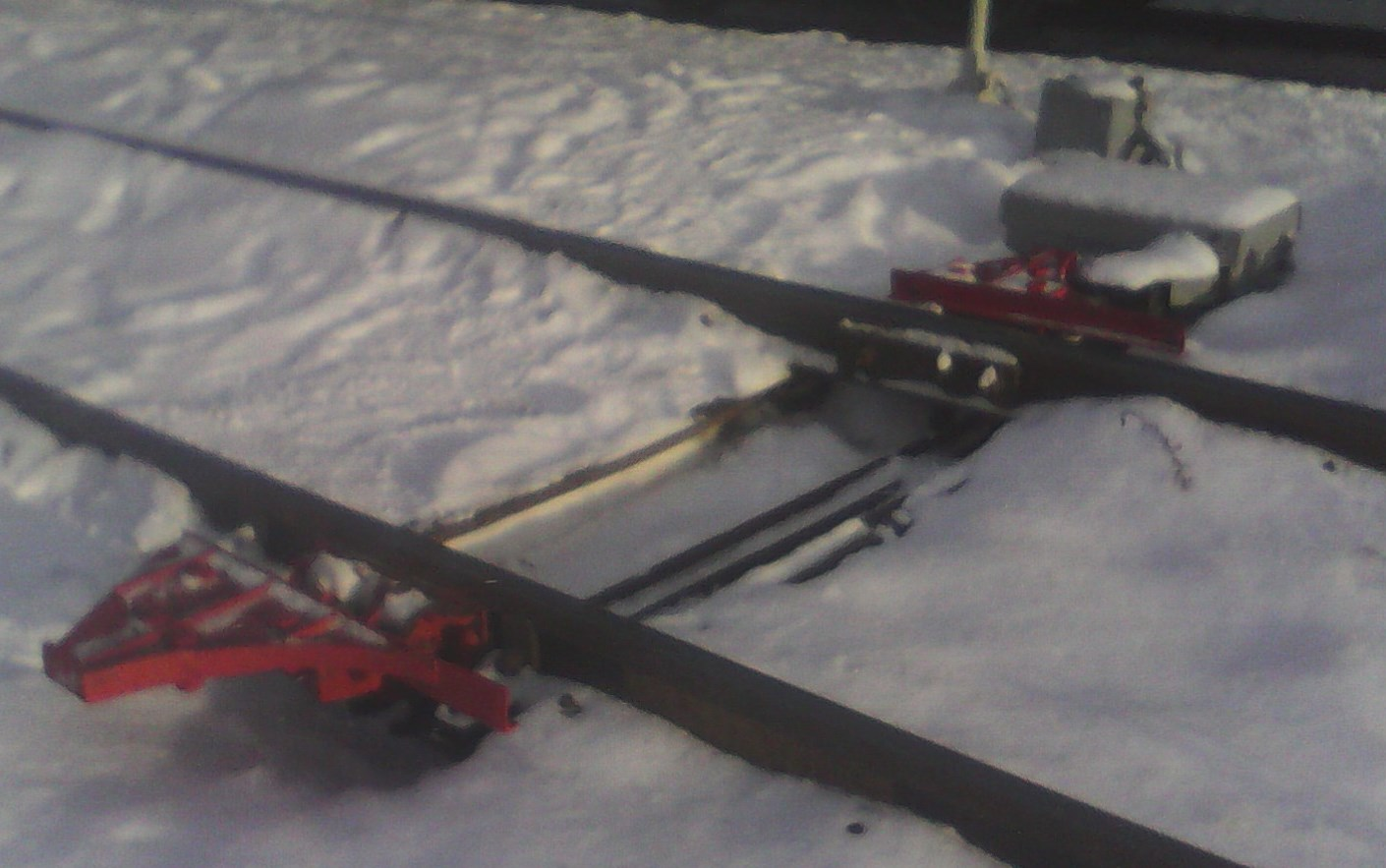
Упор тормозной стационарный в открытом положении
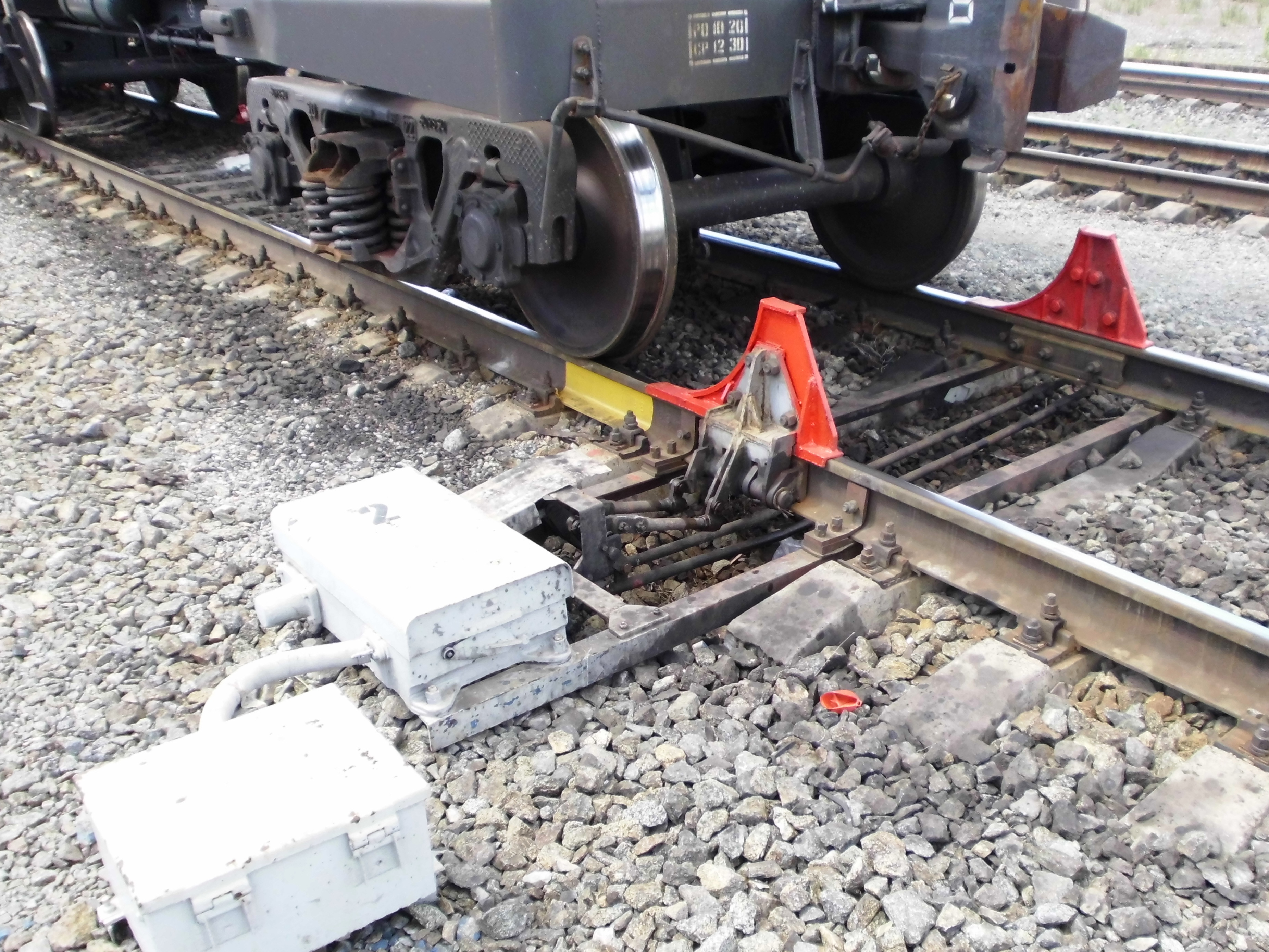
Упор тормозной стационарный в закрытом положении
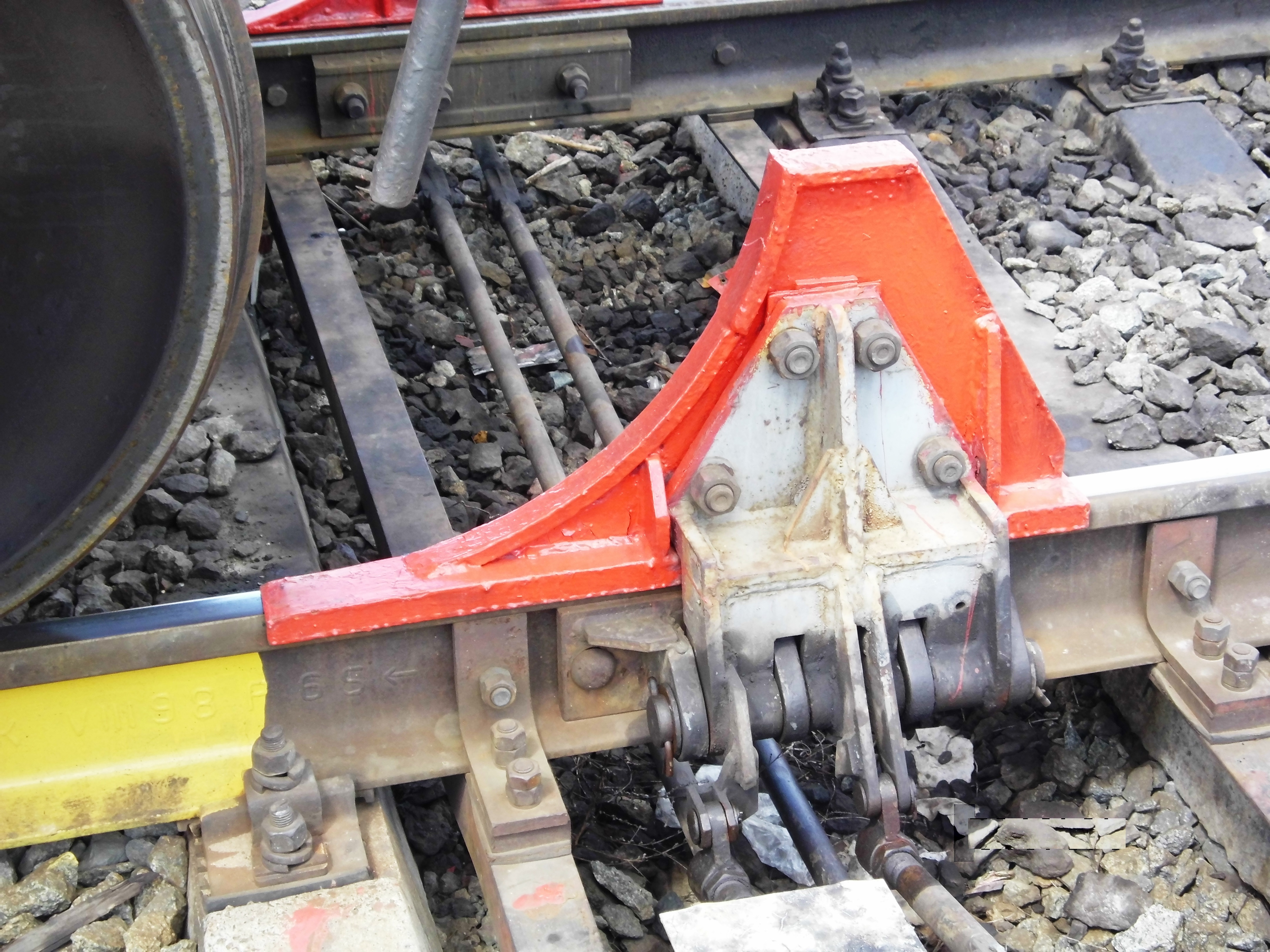
Тяги упора

## Сбрасывающий башмак (колесосбрасыватель)
Сбрасывающий башмак (колесосбрасыватель, колесосбрасывающий башмак) применяется для заграждения пути путём сброса состава с рельсов в случае неконтролируемого ухода. В основном устанавливается в тупиках или выездах с подъездных путей на пути общего пользования. Башмак крепится к рельсу, состоит из: резьбового крепления, остряка для сброса, язычка для подъёма колеса на остряк. Бывают ручные и с электроприводом с дистанционным управлением.
КСБ-Р преимущественно устанавливают на прямых участках путей или в кривых радиусом более 300 м. Пути не должны быть централизованы. Обычно их применяют на железнодорожных путях необщего пользования и промышленных железнодорожных путях. Как правило, их устанавливают в местах стоянки вагонов, на грузовых фронтах, в местах очистки, ремонта вагонов и локомотивов. Реже - возле не оборудованных сигнализацией автомобильных переездов, перед выходом со станции или раздельного пункта.
К обслуживанию (колесосбрасывателя с ручным приводом) КСБ-Р допускаются работники станций и работники дистанций пути (ПЧ), ознакомленные с руководством по эксплуатации на башмак сбрасывающий с ручным приводом (колёсосбрасыватель) типа КСБ-Р. У каждого предохранительного устройства типа КСБ-Р должен быть технический паспорт, в котором указаны основные технические параметры.
Во время Второй мировой войны подобные кустарно изготовленные устройства использовались партизанскими отрядами, чтобы пускать под откос железнодорожные составы противника, см. клин Шавгулидзе.

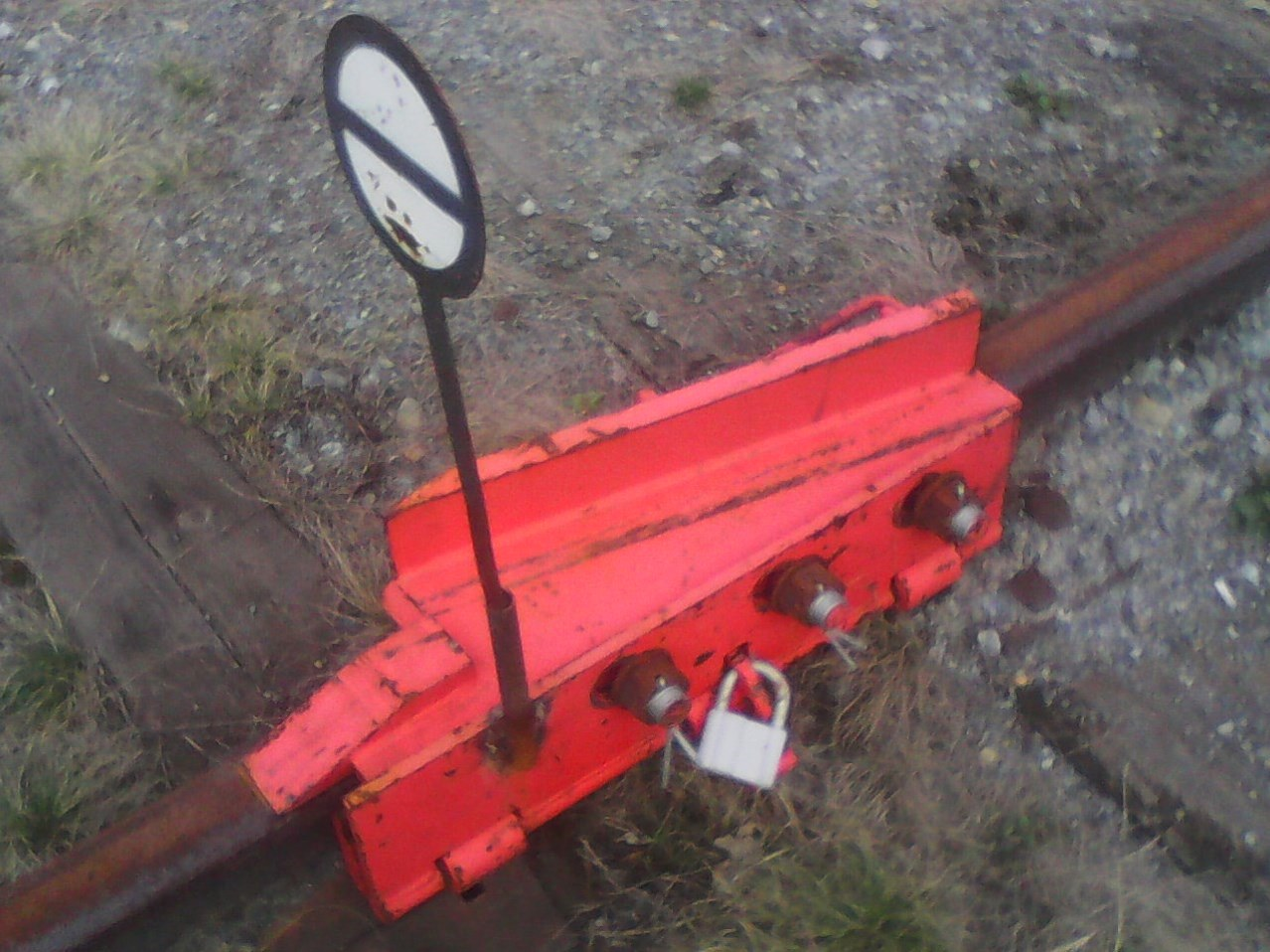
Сбрасывающий башмак ручной переносной КСБ-Р (Россия)
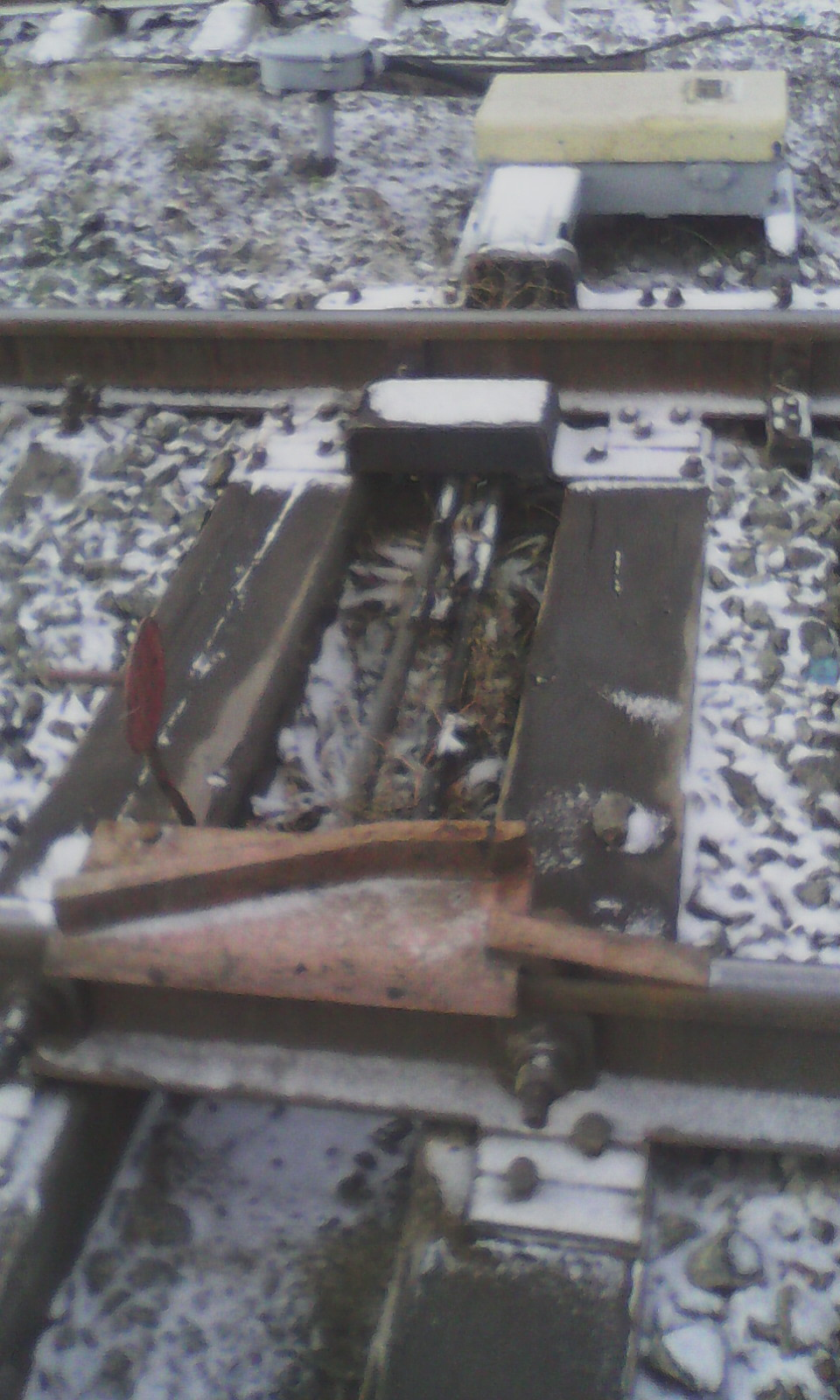
Сбрасывающий башмак стационарный с дистанционным электроприводом КСБ-Э (Россия)
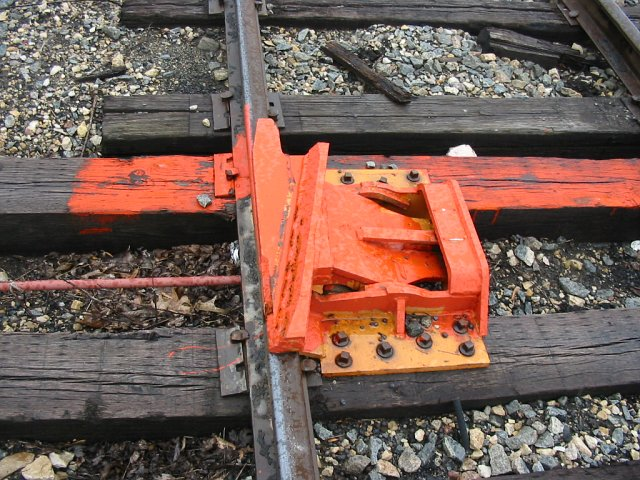
Сбрасывающий башмак (США)
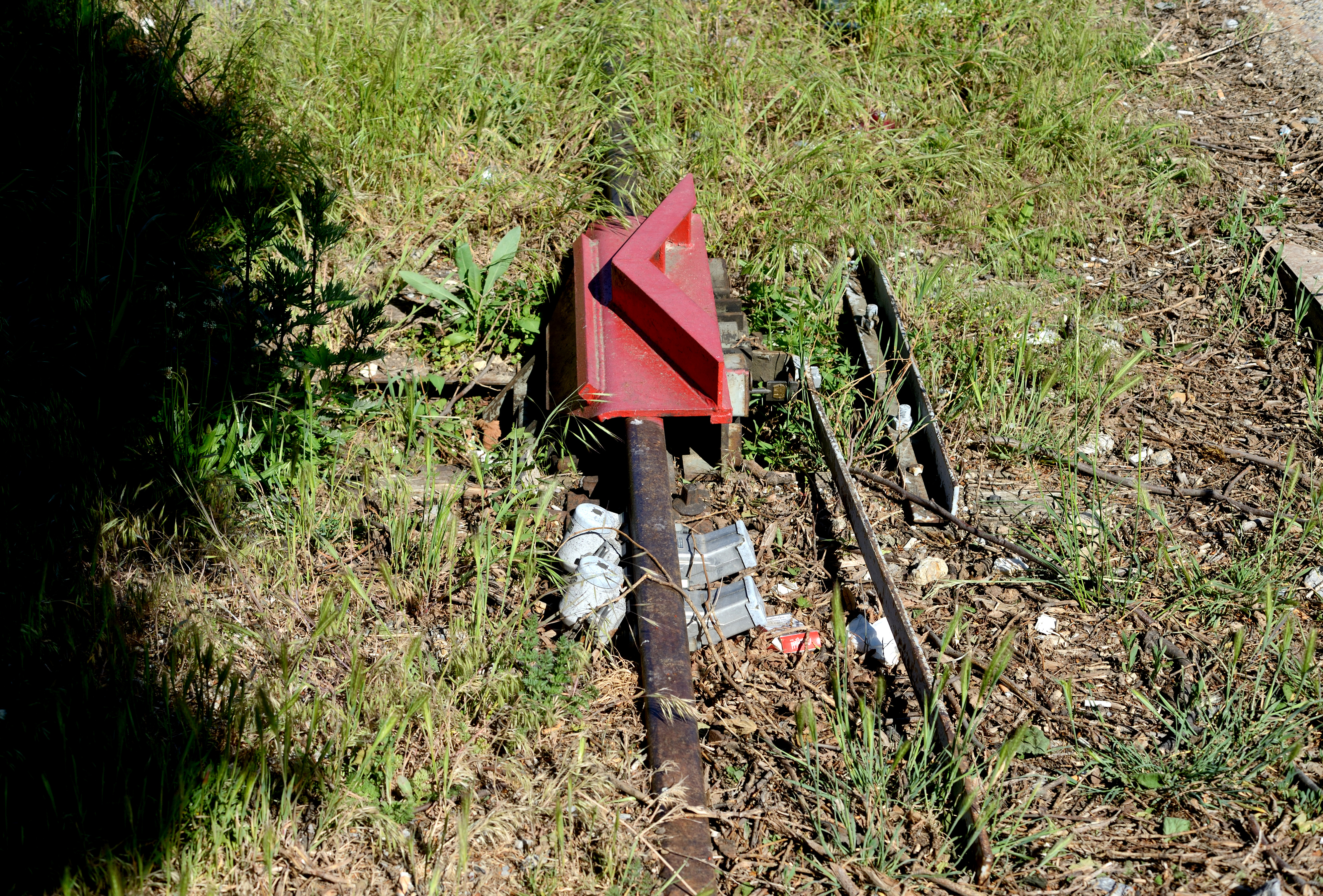
Сбрасывающий башмак двухсторонний (Австрия)
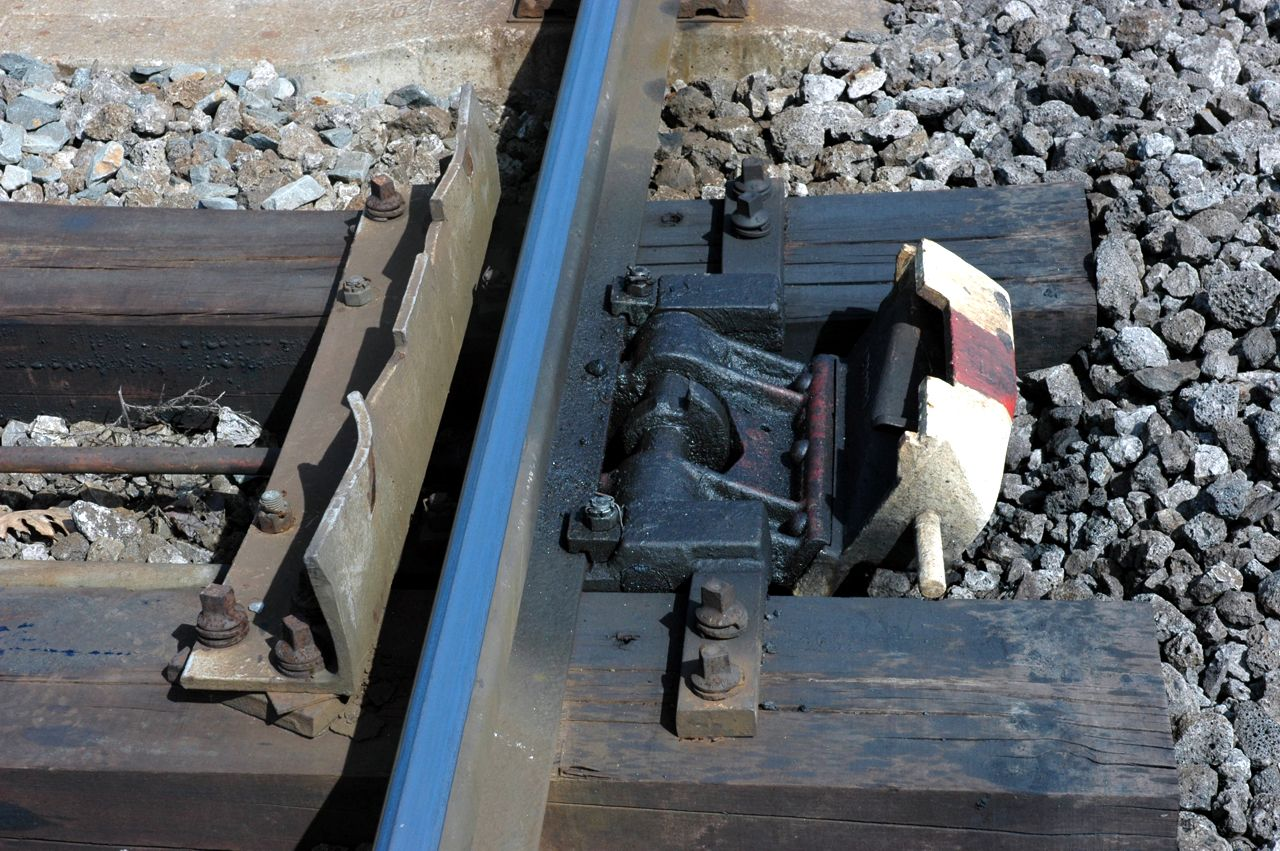
Сбрасывающий башмак в открытом для проезда положении (Чехия)
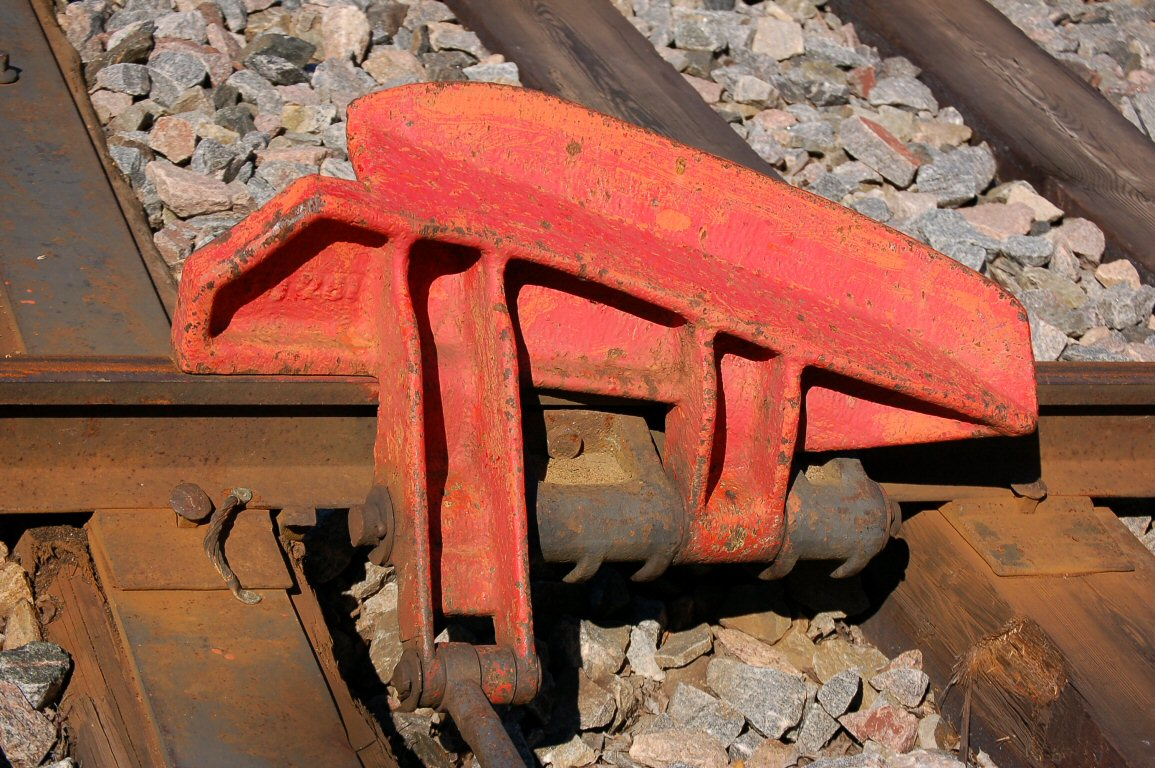
Сбрасывающий башмак (Финляндия)
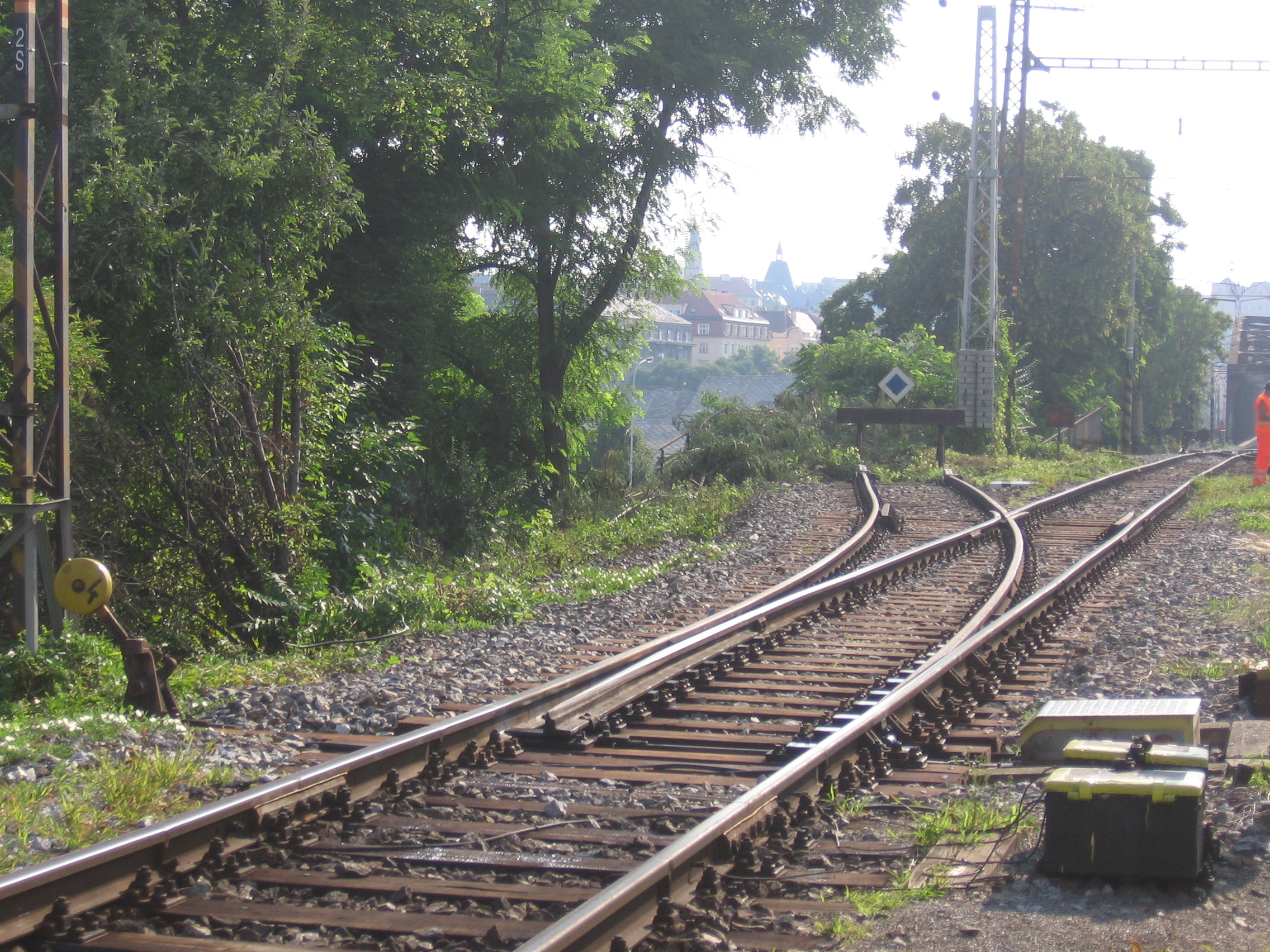
Сбрасывающая стрелка на тупиковую призму перед мостом

## Башмак накатной
Переносное устройство для подъёма подвижного состава, сошедшего с рельсов, обратно на путь. Существуют двух видов: «лягушка» и «горбушка» («ракушка»). Лягушка применяется при более сложных сходах, чем горбушка.

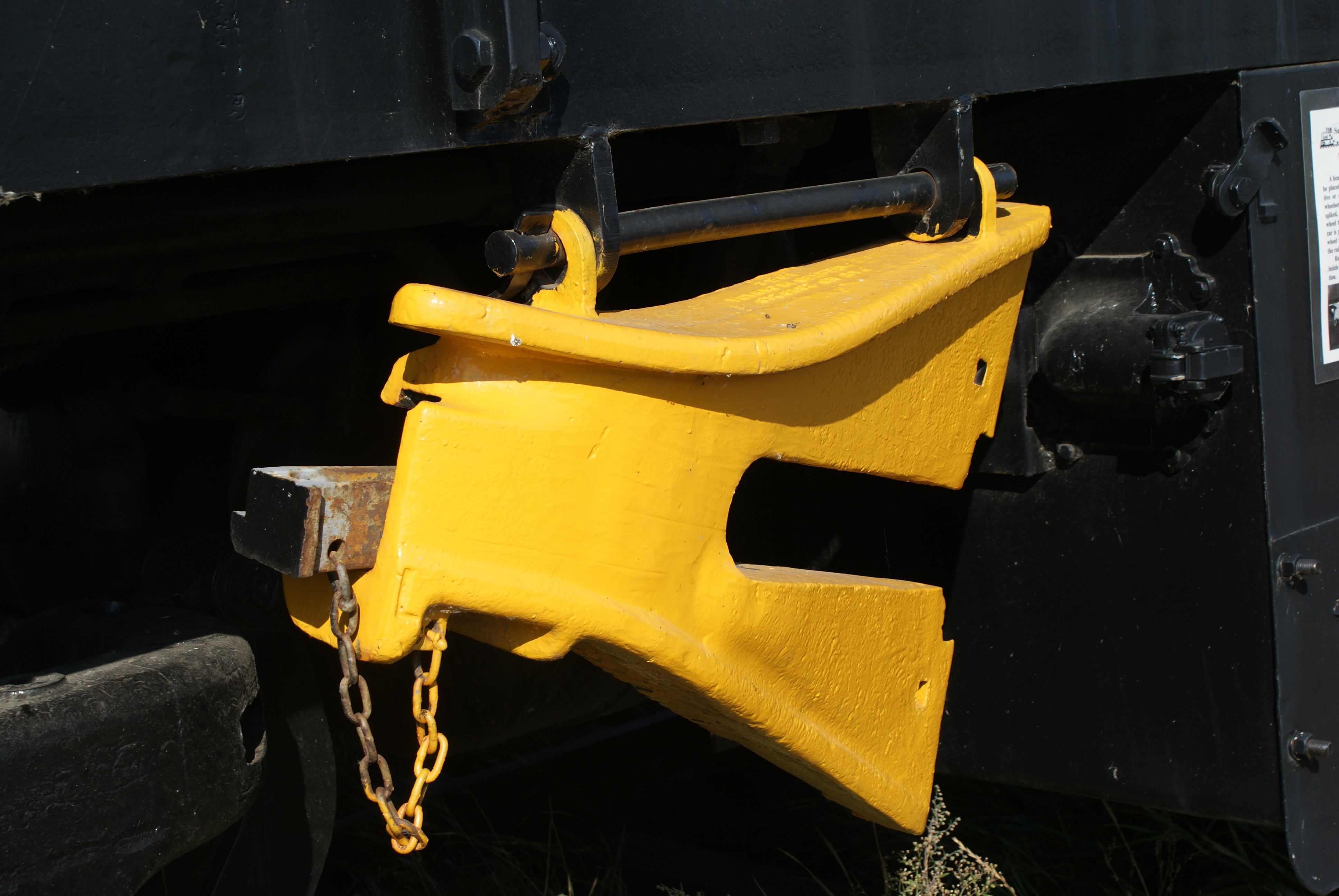
Башмак накаточный типа «лягушка» (Канада)
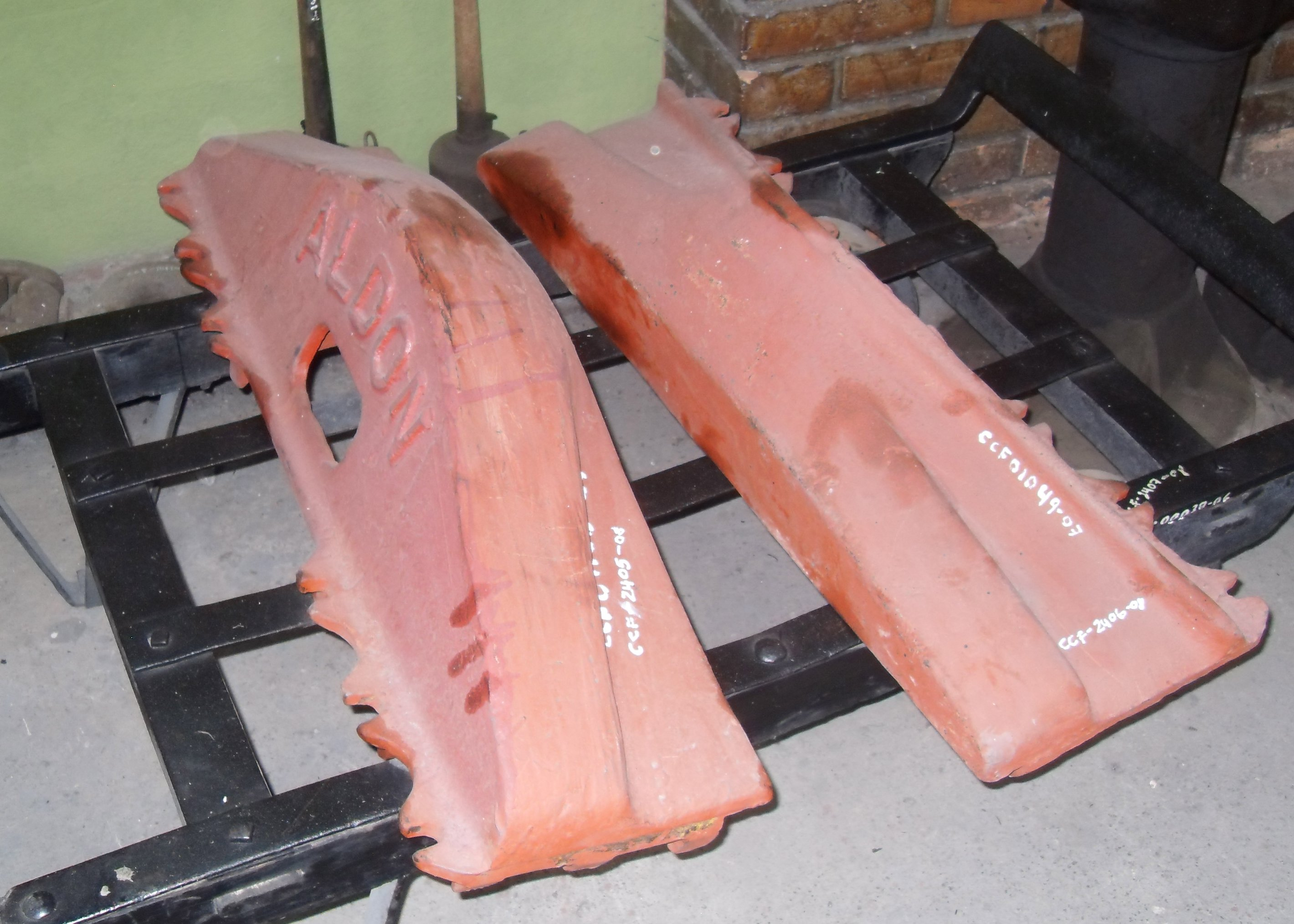
Башмак накаточный «горбушка» (Гватемала)